# Jochen Richter
Pour les articles homonymes, voir Richter.
Jochen Richter est un réalisateur, scénariste, producteur et chef opérateur allemand né le 24 juin 1941 dans le protectorat de Bohême-Moravie (alors en Allemagne nazie, aujourd'hui en Tchéquie) et mort le 2 juin 2025 à Cologne.

## Biographie
Jochen Richter a étudié le théâtre à Munich, puis il a tourné ses premiers courts-métrages documentaires à la Hochschule für Fernsehen und Film à Munich. Parallèlement, il a suivi une formation de chef opérateur.

## Filmographie non exhaustive

### Réalisateur
- 1968 : Der Tod eines Geschichtenerzählers (court-métrage documentaire)
- 1974 : Die Ameisen kommen
- 1976 : Par ici la bonne soupe (Umarmungen und andere Sachen)
- 1979 : Je suis ton tueur (Nullpunkt)
- 1979 : Richard Strauss – kein Heldenleben (documentaire)
- 1981 : Am Ufer der Dämmerung (de)
- 1985 : Wiedergefundene Zeit
- 1989 : Giovanni oder die Fährte der Frauen
- 1990 : Ariadna
- 1995 : Pizza arrabiata